# گاه‌شناسی امپراطوری‌های باستان
گاه‌شناسی امپراطوری‌های باستان نوشتاری حدوداً ۸۷۰۰۰ کلمه‌ایست که توسط سر ایزاک نیوتن نوشته شده‌است و اولین بار در ۱۷۲۸ میلادی به صورت محدود منتشر گردید. این کار یکی از نوشتارهایی‌ست که نیوتن تحتِ عنوان گاهشناسی منتشر نموده و به تاریخچه چندین امپراطوری باستانی پرداخته‌است. فصول کتاب عبارتند از:
- فصل یکم، گاهشناسی عصرابتداییِ یونانیان
- فصل دوم، امپراطوری مصر
- فصل سون، امپراطوری آسریان
- فصل چهارم، یکی از دو امپراطویِ بابل و مادها
- فصل پنجم، توصیف معبد سلیمان
- فصل ششم، امپراطوریِ پارسیان

براساس نامه معرفی جان کاندیوتی، «گاه‌شناسی امپراطوری‌های باستان» آخرین کاری بود که نیوتن پیش از مرگش بازبینی کرده‌است. بعضی از موضوعات این کتاب باعث شده تا برخی از مردم آن را در دسته مطالعات غیبی نیوتن قرار دهند.
- oclc= ۷۶۹۲۴۹۵۸

## پیوند
- گاه‌شناسی امپراطوری‌های باستان در پروژه گوتنبرگ
- گاهشناسی امپراطوری‌های باستان در پروژه نیوتن[پیوند مرده]